# Polychrus femoralis
Polychrus femoralis є видом анолісу, що походить з Еквадору та Перу. Його можна зустріти в лісах і чагарниках.